# Atlantic (Seattle)
 (mars 2025).
Si vous disposez d'ouvrages ou d'articles de référence ou si vous connaissez des sites web de qualité traitant du thème abordé ici, merci de compléter l'article en donnant les références utiles à sa vérifiabilité et en les liant à la section « Notes et références ».
Pour les articles homonymes, voir Atlantic.
Atlantic est un quartier de la ville de Seattle dans l'État de Washington au nord-ouest des États-Unis. 

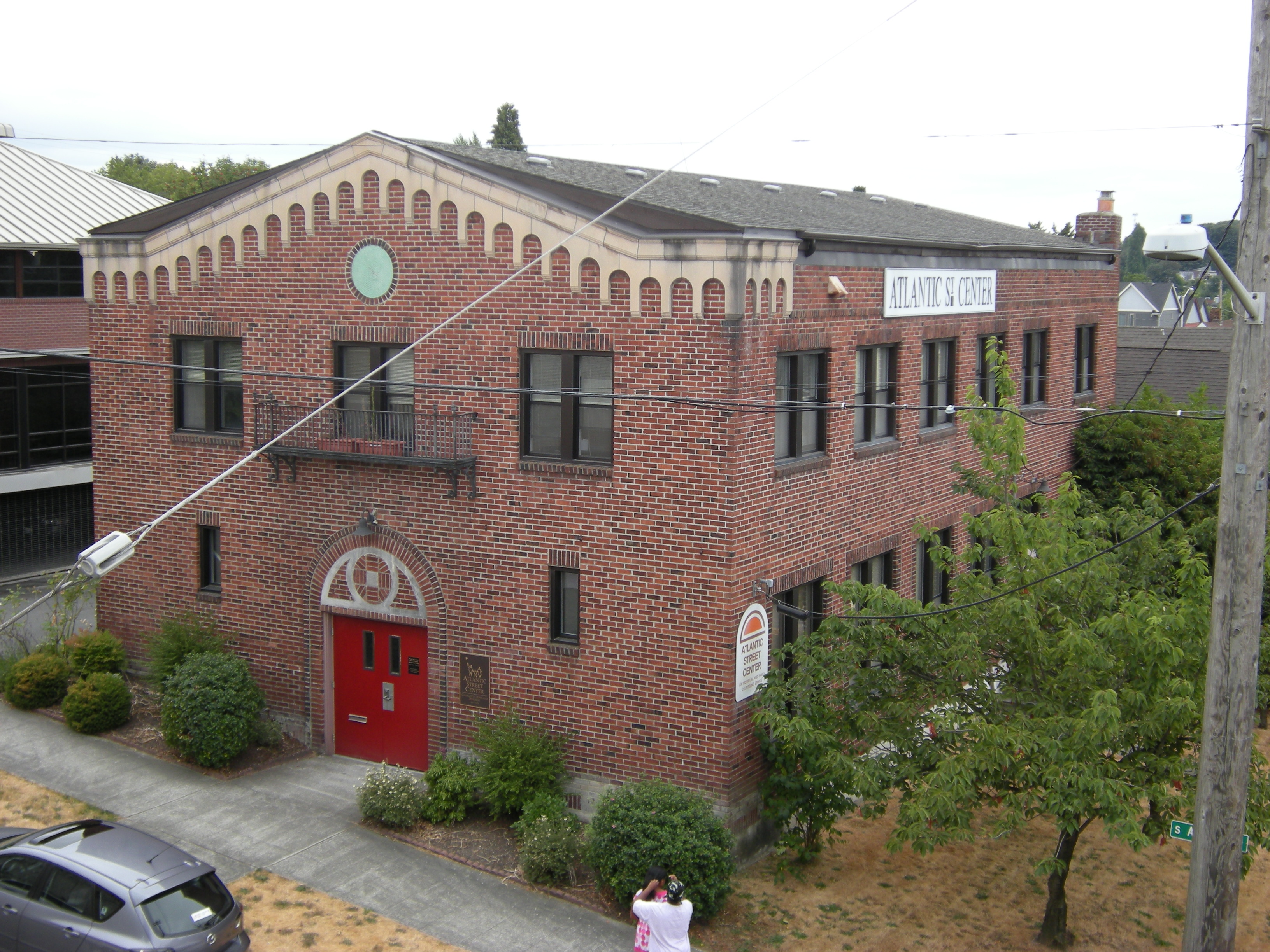
Atlantic Street Center, 2103 S. Atlantic Street. Le bâtiment a été établi en 1910 en tant que centre d'accueil pour immigrants italiens.